# Nikołaj Krasnikow
Nikołaj Olegowicz Krasnikow, ros. Николай Олегович Красников (ur. 11 lutego 1985 w Szadrinsku, zm. 16 czerwca 2025 w rejonie kusznarienkowskim) – rosyjski żużlowiec.
Specjalizował się w wyścigach na lodzie. Tę odmianę sportu żużlowego zaczął uprawiać w 2000 roku, w niedługim czasie stając się czołowym żużlowcem świata. Pierwszy medal indywidualnych mistrzostw świata zdobył w 2004 roku, zajmując w końcowej klasyfikacji cyklu Grand Prix III miejsce. W latach 2005–2012 ośmiokrotnie z rzędu zdobył tytuły indywidualnego mistrza świata. Poza tym, w latach 2004–2013 dziesięciokrotnie z rzędu zdobył tytuły drużynowego mistrza świata. Na swoim koncie posiada również dwa srebrne medale indywidualnych mistrzostw Europy, które zdobył w latach 2002 i 2013. Trzykrotnie stawał na podium zawodów  Ice Racing Sanok Cup w Sanoku: dwukrotnie zwyciężając (2011, 2012) oraz zajmując II miejsce (2010).
W 2011 r. objął stanowisko prezydenta Motocyklowej Federacji Republiki Baszkirii. W 2013 r. zakończył czynną karierę sportową, jednak pomimo tej decyzji sporadycznie uczestniczył w zawodach na arenie krajowej.
Zginął w wypadku samochodowym w rejonie kusznarienkowskim 16 czerwca 2025 roku.